# Wyżyna Wańkowej
Wyżyna Wańkowej – obszar w północnej części Gór Sanocko-Turczańskich, nie posiadający oficjalnie zdefiniowanych granic, ale dość wyraźnie odgraniczający się od otaczających grup o bardziej górskim charakterze. Określenie dotyczy obszaru pomiędzy Górami Słonnymi, Magurą Wańkową i Grupą Laworty z południa a Chwaniowem z północy, na zachodzie za granicę można przyjąć granicę Gór Sanocko-Turczańskich, tj. dolinę potoku Lachawka (Rogatka), a od wschodu dolinę Strwiąża.

## Charakterystyka
Omawiany obszar dobrze spełnia kryteria wyżyny, wysokości bezwzględne wahają się pomiędzy 400 a 600 m n.p.m., wysokości względne nie przekraczają 300 m. Układ dolin i grzbietów jest bardzo regularnie rusztowy. Doliny są szerokie o płaskim dnie, przełęcze pomiędzy kolejnymi grzbietami podchodzą dość wysoko (Przełęcz Dźwiniacka 523 m n.p.m., Przełęcz pod Mostami 535 m n.p.m., Przełęcz nad Górną Ropienką 550 m n.p.m.). Najwyższe wzniesienie tego obszaru to wzgórze Mosty 640 m n.p.m.

## Europejski dział wodny
Przez Wyżynę Wańkowej przechodzi europejski dział wodny pomiędzy Morzem Bałtyckim a Morzem Czarnym. Schodzi z kulminacji działu (Grupa Laworty) na Przełęcz Dźwiniacką, dalej na górę Mosty, Przełęcz pod Mostami, wzgórze 593 m n.p.m., Przełęcz nad Ropienką i wchodzi na Kulminację Brańcowa należącą już do Chwaniowa.

## Sieć wodna
Rzeki Wyżyny Wańkowej układają się w regularny kratownicowy układ z szerokimi, płaskodennymi odcinkami równoległymi do grzbietów oraz licznymi wąskimi przełomowymi odcinkami. Główne potoki to: Wańkówka i jej dopływ Ropieńka, Serednica oraz dorzecze górnej Tyrawki: Borsukowiec i Berezka.

## Turystyka
Główne miejscowości to: Wańkowa, Ropienka, Brelików, Leszczowate, Serednica, Dźwiniacz Dolny, Zawadka, Rozpucie, Rakowa, Tyrawa Wołoska, Paszowa, Berezka, Kreców.